# Parafia Narodzenia Pańskiego w Ouzinkie
Parafia Narodzenia Pańskiego – parafia prawosławna w Ouzinkie. Jedna z siedmiu parafii tworzących dekanat Kodiak diecezji Alaski Kościoła Prawosławnego w Ameryce.
Społeczność prawosławna w Ouzinkie należy do najstarszych na kontynencie amerykańskim, powstała w pierwszej fazie działalności rosyjskiej misji prawosławnej na Aleutach i Alasce. Jej pierwszym duszpasterzem był późniejszy święty hieromnich Herman z Alaski. Formalne założenie parafii miało miejsce w 1849.